# Styloctetor
Styloctetor is een geslacht van spinnen uit de familie hangmatspinnen (Linyphiidae).

## Soorten
De volgende soorten zijn bij het geslacht ingedeeld:
- Styloctetor austerus (L. Koch, 1884)
- Styloctetor lehtineni Marusik & Tanasevitch, 1998
- Styloctetor logunovi (Eskov & Marusik, 1994)
- Styloctetor okhotensis (Eskov, 1993)
- Styloctetor purpurescens (Keyserling, 1886)
- Styloctetor romanus (O. P.-Cambridge, 1872)
- Styloctetor stativus (Simon, 1881)
- Styloctetor tuvinensis Marusik & Tanasevitch, 1998